# Präriehase
Der Präriehase (Lepus townsendii), englisch White-tailed jackrabbit, ist eine Säugetierart aus der Familie der Hasen (Leporidae). Seine Verbreitungsgebiete sind vor allem die großen Prärien im südlichen Kanada und im nordwestlichen Mittelwesten der USA, er bewohnt aber auch das Gebiet der Rocky Mountains.

## Merkmale

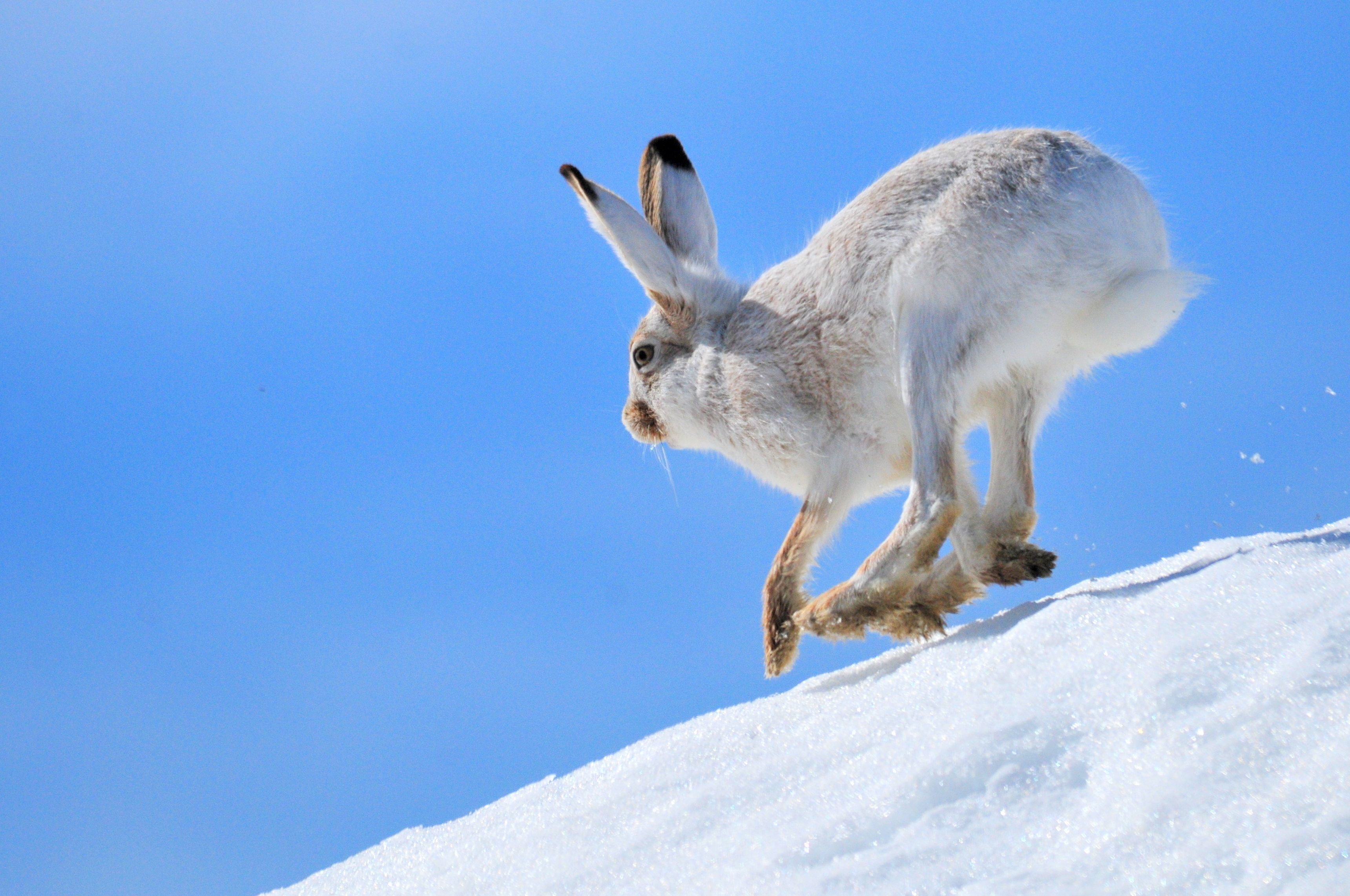
Farbwechsel des Felles im Winter

Der Präriehase ist etwas größer als der Eselhase (Lepus californicus) und erreicht ausgewachsen bei den Männchen ein Gewicht von durchschnittlich 2,75 und den Weibchen von 3,25 Kilogramm im Süden Colorados und 3,4 bei den Männchen bis 3,6 Kilogramm bei den Weibchen in Iowa. Das Weibchen wird entsprechend in der Regel etwas größer und schwerer, wobei dieser Sexualdimorphismus regional unterschiedlich ausgeprägt ist. Das Fell der Präriehasen ist normalerweise an der Oberseite gelblich-braun bis graubraun gefärbt, die Unterseite ist weißlich. Von anderen Hasen unterscheidet sich die Art vor allem durch ihren weißen Schwanz mit einem sandbraunen bis grauem Streifen an der Oberseite. Diese Schwanzfärbung ist verantwortlich für den englischen Trivialnamen „White-tailed Jackrabbit“.
Im Winter kommt es zu einem Farbwechsel des Felles, welches in den südlicheren Regionen nur etwas heller, jedoch im Norden des Verbreitungsgebietes sowie in höheren Gebirgslagen vollständig weiß wird. Nur die Spitzen der Ohren sind bei diesem Winterfell schwarz.

## Verbreitung

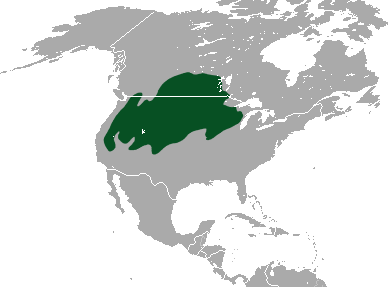
Verbreitungskarte des Präriehasen

Das Verbreitungsgebiet des Präriehasen umfasst vor allem die großen Prärien im südlichen Kanada und im nordwestlichen Mittelwesten der USA, er bewohnt aber auch das Gebiet der Rocky Mountains. Es reicht von den Great Plains der kanadischen Provinzen Saskatchewan und Alberta nach Osten bis in das südwestliche Ontario und nach Süden über Wisconsin bis nach Zentralkalifornien als südlicher Grenze des Verbreitungsgebietes.
Die Höhenverbreitung reicht von 40 Metern im Flachland bis zu 4.300 Metern in den Rocky Mountains.

## Lebensweise
Wie viele andere Hasen sind Präriehasen nachtaktive Einzelgänger und sie verbringen den größten Teil des Tages in Bodenmulden (Sassen) oder im Schutz dichter Vegetation. Ihre Aktivität beginnt in der Regel am Spätnachmittag mit Aktivitätsmaxima zwischen 22:00 und 1:00 Uhr in der Nacht und endet am frühen Morgen zwischen 3:00 und 4:00 Uhr. Im Winter graben sie sich Verstecke in Schneewehen oder suchen Schutz in der Vegetation.
Um schneller vor Fressfeinden fliehen zu können, legen sie Trampelpfade an, im Schnee auch Tunnel unter der Schneedecke. Sie erreichen eine Geschwindigkeit bis zu 55 km/h, die verbunden mit dem typischen Hakenschlagen vieler Hasenarten ist.
Die Tiere ernähren sich von verschiedenen Pflanzen, darunter Gräser, Kräuter, Zweige und Rinde. Dabei kann es zu großen Aggregationen der Tiere mit Individuenzahlen zwischen 30 und 150 Tieren kommen.
Ihre Paarungszeit liegt zwischen Februar und Juli. Während sie in kälteren Regionen nur einmal im Jahr werfen, können es in wärmeren Gebieten bis zu vier Würfe sein. Auch die Tragzeit (durchschnittlich 42 Tage) und die Wurfgröße (eins bis elf, durchschnittlich vier bis fünf) hängen vom Lebensraum ab. Die Jungen sind Nestflüchter und werden nach einem Monat entwöhnt.
Präriehasen haben viele natürliche Feinde, zum Beispiel Füchse, Kojoten, und Greifvögel.

## Systematik
Der Präriehase wird als eigenständige Art den Echten Hasen (Gattung Lepus) zugeordnet. Neben der Nominatform L. t. townsendii östlich der Rocky Mountains ist mit Lepus townsendii campanius im Westen eine zweite Unterart bekannt.
Die Benennung der Art erfolgte nach dem amerikanischen Naturforscher John Kirk Townsend (1809–1851), der vor allem als Sammler und Präparator bekannt wurde. Insbesondere mit dem Ornithologen und Zeichner John James Audubon stand Townsend in regem Austausch.

## Gefährdung und Schutz
Die Art wird von der International Union for Conservation of Nature and Natural Resources (IUCN) aufgrund der Bestandsgröße als „nicht gefährdet“ (Least concern) eingeschätzt. Ein Rückgang des Bestandes ist regional vor allem in Wyoming nachgewiesen, für das Gesamtverbreitungsgebiet sind die Rückgänge allerdings nicht so stark, dass eine Bedrohung des Bestandes angenommen wird.
In einigen Gebieten vor allem im Südosten, speziell in Kansas, in denen durch Lebensraumveränderungen zu landwirtschaftlich genutzten Flächen die Ausbreitung des Eselhasen (Lepus californicus) begünstigt wurde, wurde der Präriehase durch diesen verdrängt. Im Südosten ihres Verbreitungsgebietes (Wisconsin, Iowa, Missouri, Kansas und Nebraska) sind sie verschwunden, ebenso aus dem Größeren-Yellowstone-Ökosystem. In den anderen Gebieten sind sie aber relativ häufig und nicht bedroht, wobei sie regional auch als Landwirtschaftsschädlinge, vor allem bei Anpflanzungen von Luzerne, Sojabohnen, Mais und Winterweizen, betrachtet werden.

## Belege
1. 1 2 3 4 5 6 7  Joseph A. Chapman, John E. C. Flux (Hrsg.): Rabbits, Hares and Pikas. Status Survey and Conservation Action Plan. (Memento des Originals vom 14. Januar 2009 im Internet Archive)  Info: Der Archivlink wurde automatisch eingesetzt und noch nicht geprüft. Bitte prüfe Original- und Archivlink gemäß Anleitung und entferne dann diesen Hinweis. (PDF; 11,3 MB) International Union for Conservation of Nature and Natural Resources (IUCN), Gland 1990; S. 88. ISBN 2-8317-0019-1.
2. 1 2 3  Anna Gosline: Lepus townsendii im Animal Diversity Web der University of Michigan Museum of Zoology. Abgerufen: 17. Mai 2013.
3. 1 2 3  Lepus townsendii in der Roten Liste gefährdeter Arten der IUCN 2012.2. Eingestellt von: A.T. Smith, C.H. Johnston, 2008. Abgerufen am 17. Mai 2013.
4. ↑  Bo Beolens, Michael Watkins, Michael Grayson: The Eponym Dictionary of Mammals. Johns Hopkins University Press, 2009, ISBN 978-0-8018-9304-9, S. 416.
5. ↑  Berger J: Undetected species losses, food webs, and ecological baselines: a cautionary tale from the Greater Yellowstone Ecosystem, USA. In: Oryx. 42. Jahrgang, Nr. 1, 2008, S. 139.